# Anthrenus castaneae
Anthrenus castaneae is een keversoort uit de familie spektorren (Dermestidae). De wetenschappelijke naam van de soort werd in 1844 gepubliceerd door Frederick Ernst Melsheimer.